# Miguel Primo de Rivera
Miguel Primo de Rivera y Orbaneja, 2. Marqués de Estella, španski general in diktator, * 8. januar 1870, † 16. marec 1930.
Med letoma 1923 in 1930 je bil predsednik Vlade Španije (imenoval ga je kralj).